# 도라히메역
도라히메역(일본어: 虎姫駅, とらひめえき)은 일본 시가현 나가하마시 다이지초에 있는 서일본 여객철도의 철도역이다.

## 개요 및 역 구조
2면 2선의 상대식 승강장을 가진 지상역이다. 두 승강장은 과선교로 연결되어 있다. 다이지초에서 업무를 보는 간이 위탁역으로 되어있지만, 실제로는 JR 서일본 교통 서비스의 사원이 역무를 보고 있다. 상행 승강장은 4량분의 열차를 받을 수 있다. 하행 승강장은 6량분의 열차를 받을 수 있어, SL 기타비와코 호도 정차 가능하다.

### 승강장
| 1 | ■ 호쿠리쿠 본선 (상행) | 마이바라 · 교토 · 오사카 방면 |
| 2 | ■ 호쿠리쿠 본선 (하행) | 오미시오쓰 · 쓰루가 방면      |

## 역 주변
- 나가하마 시청 도라히메 지소
- 나가하마 시립 도라히메 도서관
- 나가하마 시 도라히메 문화 홀
- 근로자 체육 센터
- 도라히메 우편국

## 승차량 변동
| 회사      | 승차 인원 | 승차 인원 | 승차 인원 | 승차 인원 | 승차 인원 | 승차 인원 | 승차 인원 | 승차 인원 | 주 석 |
| 회사      | 1993년    | 1994년    | 1995년    | 1996년    | 1997년    | 1998년    | 1999년    | 2000년    | 주 석 |
| --------- | --------- | --------- | --------- | --------- | --------- | --------- | --------- | --------- | ----- |
| JR 서일본 | 561       | 562       | 544       | 588       | 579       | 576       | 529       | 534       | [ 1 ] |
| 회사      | 2001년    | 2002년    | 2003년    | 2004년    | 2005년    | 2006년    | 2007년    | 2008년    |       |
| JR 서일본 | 530       | 543       | 530       | 488       | 508       | 510       | 574       | 584       | [ 1 ] |

## 역사
- 1902년 6월 1일 - 관설철도 호쿠리쿠 선의 나가하마 - 다카쓰키 간에 일반역으로 신설 개업.
- 1909년 10월 12일 - 선로 명칭 제정. 호쿠리쿠 본선의 역이 됨.
- 1971년 3월 25일 - 화물 취급 폐지.
- 1984년 2월 1일 - 수하물 취급 폐지.
- 1987년 4월 1일 - 일본국유철도 분할 민영화로 서일본 여객철도에 이관.
- 2006년 10월 21일 - 호쿠리쿠 본선 나가하마 - 쓰루가 직류 전철화와 동시에 ICOCA 사용 개시.

## 인접역
| 서일본 여객철도 호쿠리쿠 본선 | 서일본 여객철도 호쿠리쿠 본선 | 서일본 여객철도 호쿠리쿠 본선 |
| ----------------------------- | ----------------------------- | ----------------------------- |
| 나가하마 교토 · 마이바라 방면 | ■ 호쿠리쿠 본선 신쾌속 · 보통 | 가와케 쓰루가 방면            |